# Wilhelmina von Hessen-Rotenburg

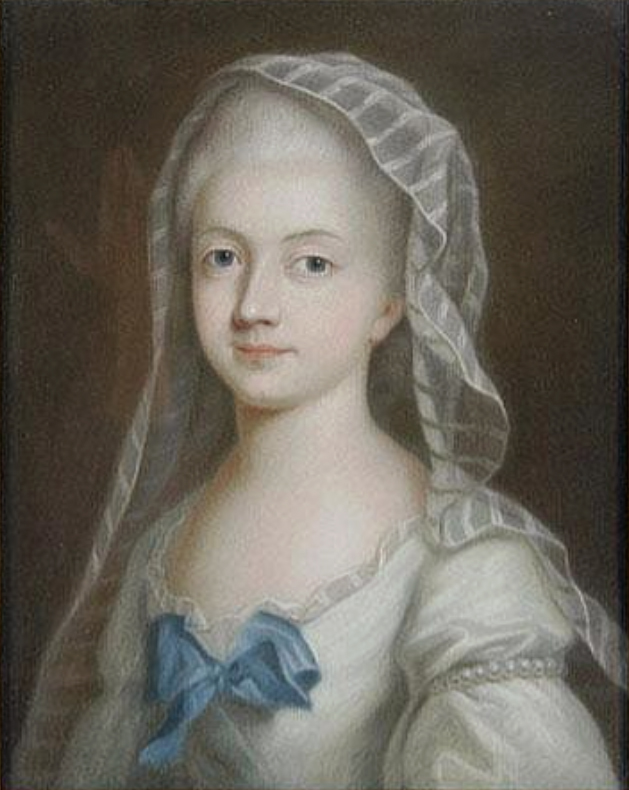
Wilhelmina Maria von Hessen-Rotenburg

Wilhelmina Maria von Hessen-Rotenburg (* 16. Februar 1755 auf Schloss Rotenburg; † 9. Dezember 1816 in Frankfurt am Main) war ein landgräfliche Prinzessin der Linie Hessen-Rotenburg des Hauses Hessen und wurde Pröpstin im freiweltlichen Damenstift Essen.

## Leben
Wilhelmina war eine Tochter des paragierten Landgrafen Konstantin von Hessen-Rotenburg (1716–1778) und dessen Gemahlin Sophie von Starhemberg (1722–1773). Ihre Geschwister, mit denen sie aufwuchs, waren:
- Karl Emanuel (1746–1812, Erbprinz)
- Clementina (1747–1813, Äbtissin im Karmeliterstift Jülich)
- Hedwig (1748–1801, durch Heirat Herzogin von Bouillon)
- Christian (1750–1782, Domherr zu Köln und Straßburg)
- Karl Konstantin (1752–1821, General, auch als „Citoyen Hesse“ bekannt)
- Antonia Friderica Josepha (1753–1823, Nonne)
- Ernst (1758–1784, Hessen-kasselscher Offizier)

Wilhelmina wurde im Jahr 1777 im Damenstift Essen präbendiert und nahm diese Pfründe am 10. November 1778 in Besitz. Im Jahr darauf wurde sie in das Stiftskapitel aufgenommen. Im Stift Thorn war sie ebenfalls im Besitz einer Präbende. Mit der Wahl zur Pröpstin in Essen 1792 wurde sie zur Leiterin des Stifts Essen bestimmt. Die Wahl kam erst im zweiten Durchgang zustande, nachdem der erste Wahlgang ungültig war. Mit der Säkularisation wurde das Stift Essen 1803 aufgehoben. Dennoch gelang es Wilhelmina durch geschickte Verhandlungen, den Fortbezug ihrer Einkünfte aus der Propstei zu sichern. In den Jahren von 1796 bis 1807 war sie auch Stiftsdame im Stift Elten. Wilhelmina fand 1816 ihre letzte Ruhestätte auf dem städtischen Friedhof in Frankfurt am Main.